# Simeón Oyono Esono
Pour les articles homonymes, voir Essono.
Simeón Oyono Esono Angue, né le 18 février 1967, est un diplomate et homme politique équatoguinéen.

## Biographie
Représentant permanent de la Guinée équatoriale auprès de l'Union africaine à Addis Abeba, il assure la présidence tournante du Conseil de paix et de sécurité de l'UA lorsque Blaise Compaore est renversé par les militaires au Burkina Faso en novembre 2014. Il estime alors publiquement que ce changement de régime est antidémocratique.
Réputé très proche du président Obiang Nguema, il est nommé ministre des Affaires étrangères par celui-ci en février 2018, au lendemain d'une tentative de putsch.